# Salmo ezenami
Salmo ezenami – krytycznie zagrożony gatunek słodkowodnej, dużej ryby promieniopłetwej z rodziny łososiowatych (Salmonidae). Pierwotnie zamieszkiwał endemicznie górskie jezioro Kezenoi-am w Republice Dagestanu, w Rosji. Do czasu introdukcji Gobio holurus oraz Squalius cephalus był to tamże jedyny gatunek ryby. 
Rozróżnia się odmianę małą i dużą (osiągającą do 1130 mm długości standardowej i masę do 17 kilogramów). Odmiana duża prawdopodobnie migruje do rzek. Młode osobniki S. ezenami żywią się w głównej mierze kiełżami (Gammaridea) i larwami ochotkowatych (Chironomidae); większej wielkości młodziki i dorosłe ryby łowią mięczaki, bentosowe bezkręgowce oraz wylęg innych ryb. Największe osobniki są w głównej mierze rybożercami, ich pokarm stanowią Gobio holurus. 
Przez Międzynarodową Unię Ochrony Przyrody (IUCN) uznany za gatunek krytycznie zagrożony wyginięciem (CR – Critically Endangered).

## Taksonomia
Gatunek opisał Lew Siemionowicz Berg w 1948 roku w publikacji Ryby presnych wod SSSR i sopredelnych stran (ang. Freshwater fishes of the U.S.S.R. and adjacent countries). Autor nadał tej rybie nazwę Salmo trutta ezenami, a jako miejsce typowe gatunku wskazał jezioro Ezenam (obecnie Kezenoi-am), w Dagestanie, na Kaukazie, w Rosji. Syntyp gatunku oznaczono pod numerem katalogowym ZIN 28356 (11). Opisany początkowo jako podgatunek Salmo trutta i tak klasyfikowany jeszcze pod koniec XX wieku, jednakże Maurice Kottelat wraz z Jörgiem Freyhofem przyjmują w swej publikacji, że jest on odrębnym gatunkiem, podobnie jak William Neil Eschmeyer w bazie danych Catalog of Fishes.
Łacińska nazwa Salmo została wprowadzona przez Pliniusza i jest nazwą własną łososia. Epitet gatunkowy ezenami honoruje lokalizację typową.

## Występowanie i habitat
Pierwotnie endemit górskiego jeziora Kezenoi-am (dawniej nazywanego Eizenam) w Republice Dagestanu, w północnokaukaskiej Rosji; w 1963 roku introdukowany do jeziora Mochokh, gdzie populacje tego taksonu prawdopodobnie ustabilizowały się.

## Morfologia
Może dorastać do 1130 mm długości standardowej (SL) i osiągać masę do 17 kg. Rozróżnia się w obrębie tego gatunku dwie formy: małą (osobniki tej formy osiągają 160 – 260 mm SL, ważą od 200 do 350 g) i dużą (okazy z tej formy mierzą 380 – 1130 mm i ważą ponad 1 kg wzwyż).
Od innych przedstawicieli rodzaju Salmo reprezentujących ichtiofaunę basenu Morza Kaspijskiego odróżniany jest na podstawie budowy wyrostków filtracyjnych. Umiejscowione na łukach skrzelowych są krótkie, bez ząbków, jest ich od 16 do 21; u większych okazów czasami są rozszerzone na końcu. Poza tym ryby tego gatunku są jaskrawo ubarwione: nad linią boczną znajduje się 10–30 plamek, relatywnie dużych (6–7 mm średnicy), barwy karminowej, na grzbiecie mniejsza liczba cętek, które są czarne, zaś na płetwie tłuszczowej, grzbietowej i na górnej części płetwy ogonowej czerwone kropki. Szczęka nie dosięga tylnej granicy oka.

## Ekologia
Salmo ezenami przez FishBase został nazwany rybą bentopelagiczną umiarkowanych wód (pobierająca pokarm zarówno z dna, jak i otwartej toni). Jezioro Kezenoi-am to górski zbiornik położony na wysokości 1870 m n.p.m., o powierzchni 2,4 km², głębokości 74 m; temperatura tamże osiąga 5 °C poniżej głębokości 20 m, a w górnych warstwach toni w lecie woda nagrzewa się do 5 °C – 18 °C. Zimą jezioro jest pokryte lodem, przez cały rok na dnie występuje wysokie stężenie tlenu, a zagęszczenie planktonu jest określane jako będące na niskim poziomie. Do czasu wprowadzenia do jeziora klenia (Squalius cephalus) oraz Gobio holurus, Salmo ezenami był jedyną rybą żyjącą w tym zbiorniku wodnym.
Egzemplarze należące do formy dużej są migrantami; wędrują do dopływów.
Ryby te rozmnażają się prawie przez cały rok; samce są gotowe do rozrodu w wieku dwóch lat, samice trzech. Tarło ma miejsce u źródeł cieków zasilających jezioro.
Młode osobniki żywią się kiełżami (Gammaridea) i larwami ochotkowatych (Chironomidae), większe młode ryby i dorosłe okazy pożerają mięczaki, bentosowe bezkręgowce i wylęg innych ryb; największe osobniki są w szczególności ichtiofagami – taki nawyk żywieniowy nasilił się po introdukcji Gobio holurus.

## Status zagrożenia
Międzynarodowa Unia Ochrony Przyrody (IUCN) uznaje Salmo ezenami za gatunek krytycznie zagrożony (CR – Critically Endangered) od 2008 roku. Do zagrożenia przyczyniła się introdukcja kleni do jeziora Kezenoi-am, bowiem ryby te spożywają narybek łososia. Sytuacji nie poprawia fakt, że jezioro ma powierzchnię 2,4 km², jest trudno dostępne ze względu na swe położenie w strefie konfliktu (Czeczenia), co utrudniło przeprowadzenie badań populacji tej ryby.